# Список переваг (фільм)
«Список переваг» (англ. A Preferred List) —  американська короткометражна кінокомедія 1933 року режисера Лі Джейсона. В 1934 році фільм був номінований на премію «Оскар» за найкращий комедійний короткометражний фільм.

## У ролях
- Кен Мюррей
- Дороті Лі